# إريك برتراند
إريك برتراند هو لاعب هوكي الجليد كندي، ولد في 16 أبريل 1975 في Saint-Éphrem-de-Beauce ‏ في كندا.

## وصلات خارجية
- إريك برتراند على موقع دوري الهوكي الوطني (الإنجليزية)
- إريك برتراند على موقع EliteProspects.com (الإنجليزية)
- إريك برتراند على موقع Eurohockey.com (الإنجليزية)
- إريك برتراند على موقع HockeyDB.com (الإنجليزية)
- إريك برتراند على موقع Hockey-Reference.com (الإنجليزية)